# Ман-Рош
Ман-Рош (фр. Maen Roch) — новая коммуна на северо-западе Франции, находится в регионе Бретань, департамент Иль и Вилен, округ Фужер-Витре, кантон Валь-Куэнон. Расположена на территории исторической области Когле в 46 км к северо-востоку от Ренна. Через территорию коммуны проходит автомагистраль А84.
Коммуна образована 1 января 302 года путем слияния коммун Сен-Брис-ан-Когль и Сент-Этьен-ан-Когль. Центром новой коммуны является Сен-Брис-ан-Когль. От него к новой коммуне перешли почтовый индекс и код INSEE. На картах в качестве координат Ман-Рош указываются координаты Сен-Брис-ан-Когля.
Население (2018) — 4 921 человек.

## История
В 1050 году сеньор де Когль пожертвовал церкви Сен-Брис 8 акров земли, на которых было основано поселение, названное Сен-Брис-ан-Когль. В 1509 году сеньория де Сен-Брис была приобретена Филиппом де Монтобаном, канцлером герцогини Анны Бретонской. Позднее перешла к семейству Герен де ла Грассери, в 1566 году получила статус баронства, а в 1644 году — маркизата. В 1785 году Луиза-Каролина Герен де ла Грассери вышла замуж за маркиза Арманга де ла Руэри, героя войны за независимость США.
Население Сен-Бриса приветствовало Великую французскую революцию и с 1795 отмечало годовщину казни короля Людовика XVI с принесением клятвы ненависти монархии. 17 февраля 1794 года коммуну заняли шуаны, положив начало первому этапу восстания.
24 января 1872 года была открыта железная дорога от Фужера до Сен-Брис-ан-Когля, а 11 октября — от Сен-Бриса до Мон-Сен-Мишель. Железнодорожный вокзал становится центром перевозки грузов, преимущественно гранита, крупного рогатого скота и продукции местных производств, а также пассажирских перевозок. Это способствовало возникновению в самой коммуне и соседних деревнях молочных ферм, скотобойн и гранитных мастерских.

## Достопримечательности
- Шато де Роше-Портей XVII века
- Шато де ла Мотт XVII века
- Шато де ла Вилетт XIX века
- Церковь Святого Бриса XVIII—XIX веков
- Церковь Святого Стефана XIX века в Сент-Этьен-ан-Когле

## Экономика
Структура занятости населения:
- сельское хозяйство — 3,3 %
- промышленность — 35,6 %
- строительство — 6,6 %
- торговля, транспорт и сфера услуг — 28,9 %
- государственные и муниципальные службы — 25,8 %

Уровень безработицы (2018) — 8,0 % (Франция в целом —  13,4 %, департамент Иль и Вилен — 10,4 %). 

Среднегодовой доход на 1 человека, евро (2018) — 20 690 (Франция в целом — 21 730, департамент Иль и Вилен — 22 230).

## Демография
Динамика численности населения, чел.

## Администрация
Первым мэром Ман-Рош в январе 2017 года был избран Луи Дюбрей (Louis Dubreil), с 2001 года занимавший пост мэра Сен-Брис-ан-Когля.
Пост мэра Ман-Роша с 2020 года занимает Тома Жанвье (Thomas Janvier). На муниципальных выборах 2020 года возглавляемый им центристский список победил в 1-м туре, получив 51,89 % голосов.
| Период | Период | Фамилия     | Партия              | Примечания                            |
| ------ | ------ | ----------- | ------------------- | ------------------------------------- |
| 2017   | 2020   | Луи Дюбрёй  | Разные левые        | член Генерального совета департамента |
| 2020   |        | Тома Жанвье | Вперёд, Республика! | преподаватель истории и географии     |

## Города-побратимы
- Карлштадт, Германия
- Скрунда, Латвия
- Допево, Польша

## Знаменитые уроженцы
- Жан Марсель Оноре (1920—2013), кардинал, архиепископ Тура

## Галерея

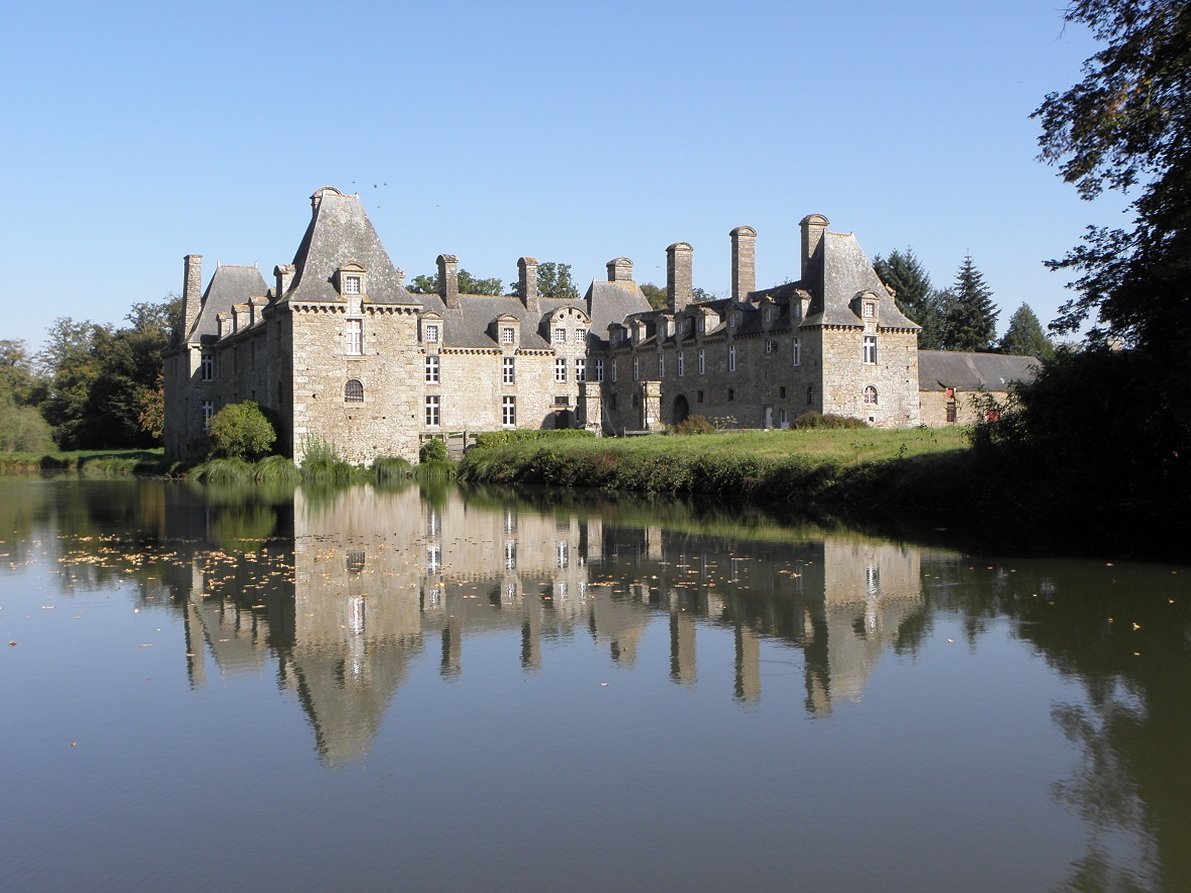
Шато дю Роше-Портей
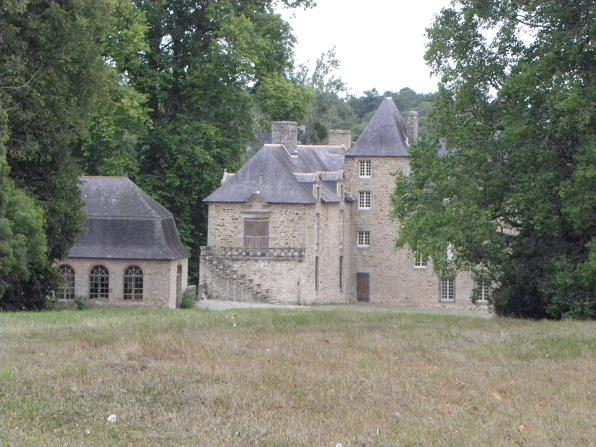
Шато де ла Мотт
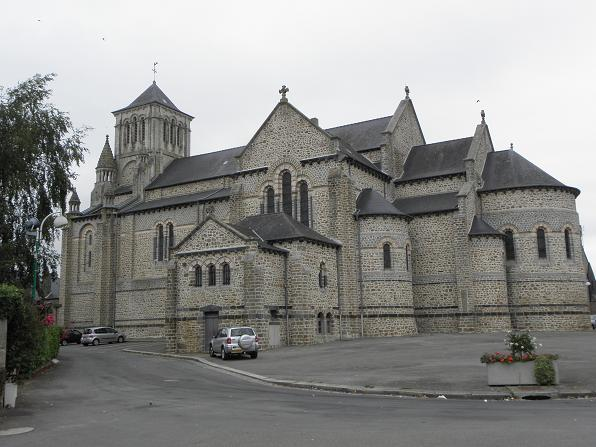
Церковь Святого Этьена